# Брезовска река
Брезовска река (старо име Гюлдере, до 25 юли 1989 г. Рахманлийска река по старото име на село Розовец – Рахманлии) е река в Южна България – Област Пловдив, община Брезово и Област Стара Загора, община Братя Даскалови, ляв приток на река Марица. Дължината ѝ е 52,7 km, която ѝ отрежда 82-ро място сред реките на България.
Брезовска река извира под името Попращенка на 1043 m н.в., на 1,1 km югоизточно от връх Братан, в Сърнена Средна гора. До село Розовец тече в югозападна посока в дълбока и залесена долина. След селото под името Стара река продължава на юг, а след град Брезово навлиза в Горнотракийската низина вече под името Брезовска река. Влива се отляво в река Марица на 131 m н.в., на 1,4 km западно от село Мирово.
Площта на водосборния басейн на реката е 237 km2, което представлява 0,45% от водосборния басейн на Марица, а границите на басейна ѝ са следните:
- на запад и югозапад – с водосборния басейн на река Сребра, ляв приток на Марица;
- на изток – с водосборните басейни на Омуровска река и Селска река, леви притоци на Марица;
- на север – с водосборния басейн на река Тунджа.

Основни притоци: → ляв приток, ← десен приток
- ← Турската река
- ← Бабешка река
- → Карадере

Реката е с дъждовно подхранване, като максимумът е в периода февруари-май, а минимумът – юли-октомври.
По течението на реката в Община Брезово са разположени 4 населени места, в т.ч. 1 град и 3 села: Розовец, Зелениково, Брезово и Чоба.
В Горнотракийската низина водите на реката се използват за напояване.
По долината на реката преминават два пътя от Държавната пътна мрежа:
- На протежение от 15 km, от село Розовец до град Брезово – участък от Републикански път II-56 град Шипка – Брезово – Пловдив;
- На протежение от 10 km, от село Тюркмен до град Брезово – участък от Републикански път III-666 село Плодовитово – Брезово.

## Топографска карта
- Лист от карта K-35-51. Мащаб: 1 : 100 000.
- Лист от карта K-35-63. Мащаб: 1 : 100 000.